# Кикерицы
Кике́рицы (фин. Kikkeritsa) — деревня в Опольевском сельском поселении Кингисеппского района Ленинградской области.

## История
Впервые упоминается в Писцовой книге Водской пятины 1500 года как сельцо Кикерицы в Егорьевском Ратчинском погосте Ямского уезда.
На карте Ингерманландии А. И. Бергенгейма, составленной по шведским материалам 1676 года, обозначена деревня Kikeritsaby.
На шведской «Генеральной карте провинции Ингерманландии» 1704 года — деревня Kikeritz.
Как деревня Кикериц она упомянута на «Географическом чертеже Ижорской земли» Адриана Шонбека 1705 года.
Как деревня Кикарицы обозначена на карте Ингерманландии А. Ростовцева 1727 года.
Деревня Кикерицы упоминается на карте Санкт-Петербургской губернии Я. Ф. Шмидта 1770 года.
На карте Санкт-Петербургской губернии Ф. Ф. Шуберта 1834 года обозначена деревня Кикирицы, состоящая из 37 крестьянских дворов.

КИКИРИЦЫ — деревня принадлежит действительному статскому советнику Дубянскому, число жителей по ревизии: 97 м. п., 117 ж. п. (1838 год)

На этнографической карте Санкт-Петербургской губернии П. И. Кёппена 1849 года она обозначена как деревня «Kikkeritz», расположенная в ареале расселения води. В пояснительном тексте к этнографической карте она записана как деревня Kikkeritz (Кикирицы (Кикерицы)) и указано количество её жителей на 1848 год: савакотов — 105 м. п., 107 ж. п., всего 212 человек, води — 17 м. п., 21 ж. п., всего 38 человек.
Согласно карте профессора С. С. Куторги 1852 года деревня называлась Кикирицы и состояла из 37 дворов.

КИКАРИЦЫ — деревня генерал-майора Зиновьева, 10 вёрст по почтовой дороге, а остальное по просёлкам, число дворов — 39, число душ — 110 м. п. (1856 год)

КИКЕРИЦЫ — деревня, число жителей по X-ой ревизии 1857 года: 98 м. п., 107 ж. п., всего 205 чел.

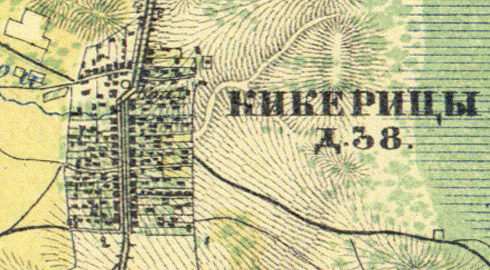
Деревня Кикерицы на карте 1860 года

Согласно «Топографической карте частей Санкт-Петербургской и Выборгской губерний», в 1860 году деревня Кикерицы насчитывала 38 дворов.

КИКИРИЦЫ — деревня владельческая при колодцах, число дворов — 44, число жителей: 138 м. п., 151 ж. п. (1862 год)

КИКЕРИЦЫ — деревня, по земской переписи 1882 года: семей — 57, в них 142 м. п., 155 ж. п., всего 297 чел.

КИКЕРИЦЫ — деревня, число хозяйств по земской переписи 1899 года — 56, число жителей: 150 м. п., 147 ж. п., всего 297 чел.;
 разряд крестьян: бывшие владельческие; народность: русская — 31 чел., финская — 239 чел., смешанная — 27 чел.

До середины XIX века деревня административно относилась к Ополицкой волости 2-го стана Ямбургского уезда Санкт-Петербургской губернии, затем — 1-го стана. По приходским данным население деревни было исключительно финским.
С 1917 по 1923 год деревня Кикерицы входила в состав Кикерицкого сельсовета Ополицкой волости Кингисеппского уезда.
С 1923 года в составе Ястребинской волости.
С 1924 года в составе Керстовского сельсовета.
Согласно данным переписи населения СССР 1926 года в деревне Кикерицы проживали 276 человек, большинство финны, а также русские.
С февраля 1927 года в составе Кингисеппской волости. С августа 1927 года в составе Кингисеппского района.
В 1928 году население деревни Кикерицы также составляло 276 человек.

План деревни Кикерицы. 1930 год

Согласно топографической карте 1930 года деревня насчитывала 72 двора. На северной окраине деревни находилась школа.
По данным 1933 года деревня Кикерицы и хутор Кикерицы входили в состав Керстовского сельсовета Кингисеппского района.
Согласно топографической карте 1938 года деревня насчитывала 69 дворов.
Деревня была освобождена от немецко-фашистских оккупантов 31 января 1944 года.
С 1954 года в составе Опольевского сельсовета.
В 1958 году население деревни Кикерицы составляло 110 человек.
По данным 1966, 1973 и 1990 годов деревня Кикерицы также находилась в составе Опольевского сельсовета Кингисеппского района.
В 1997 году в деревне Кикерицы проживали 70 человек, в 2002 году — 75 человек (русские — 88 %), в 2007 году — 65.

## География
Деревня расположена в восточной части района близ автодороги А180 (E 20) (Санкт-Петербург — Ивангород — граница с Эстонией) «Нарва».
Расстояние до административного центра поселения — 14 км.
Расстояние до ближайшей железнодорожной платформы Солка — 5 км.

## Демография
| 1862 | 2007 | 2010 | 2017 |
| ---- | ---- | ---- | ---- |
| 289  | ↘65  | ↘52  | ↗75  |

### Национальный состав
Согласно данным Всероссийской переписи населения 2021 года в деревне проживал 71 человек, из них:
 русские — 68, украинцы — 3 человека.

## Фото

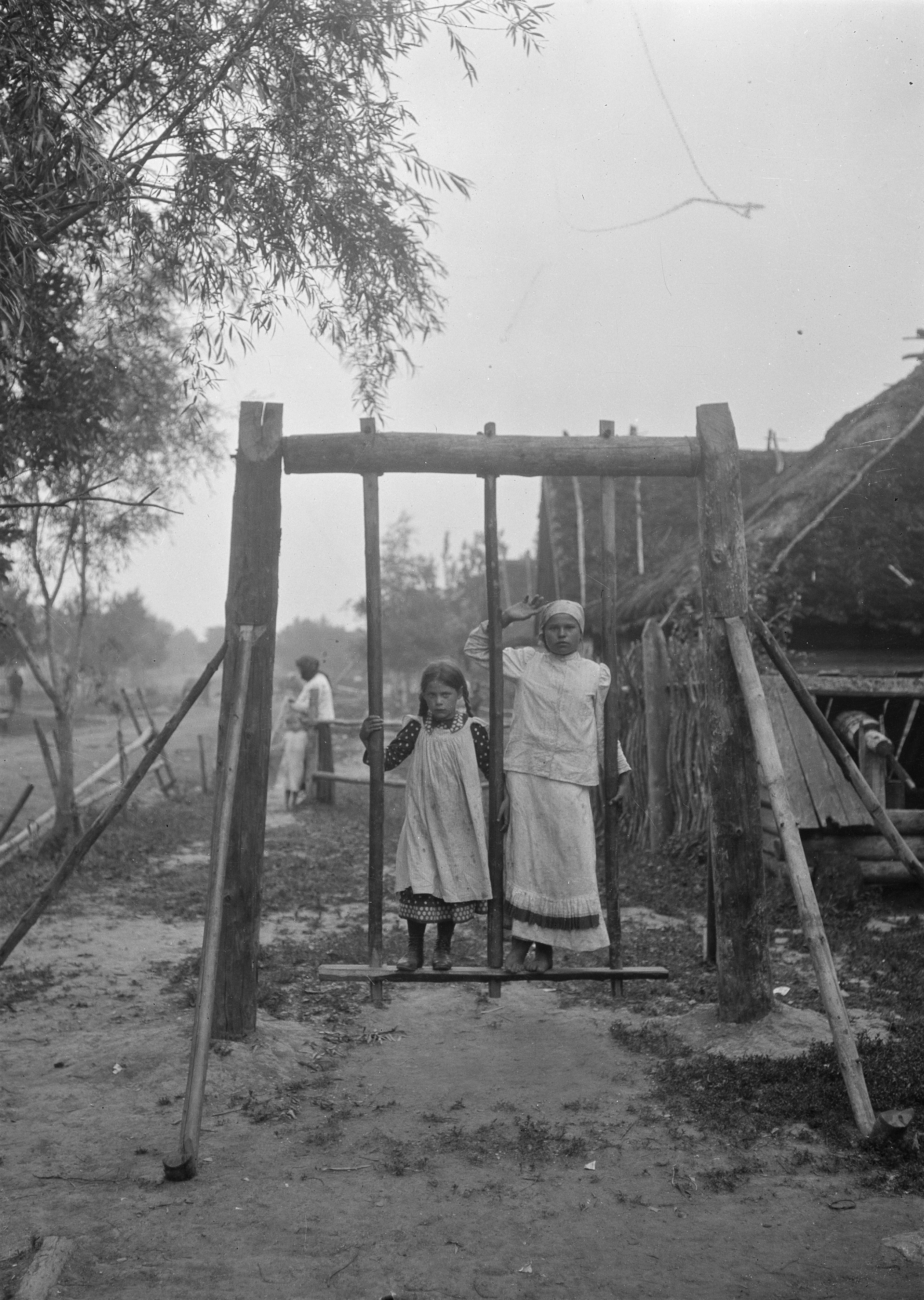
Деревня Кикерицы. 1914 год